# Паттон, Тед
Эдвард Бикфорд Паттон (англ. Edward Bickford Patton; род. 18 февраля 1966, Нью-Йорк, Нью-Йорк) — американский гребец, выступавший за сборную США по академической гребле в конце 1980-х годов. Бронзовый призёр летних Олимпийских игр в Сеуле, чемпион мира, победитель и призёр многих регат национального значения.

## Биография
Тед Паттон родился 18 февраля 1966 года в Нью-Йорке, США.
Занимался академической греблей во время учёбы в Брауновском университете, состоял в местной гребной команде «Браун Беарс», неоднократно принимал участие в различных студенческих соревнованиях.
Первого серьёзного успеха на взрослом международном уровне добился в сезоне 1987 года, когда вошёл в основной состав американской национальной сборной и побывал на чемпионате мира в Копенгагене, откуда привёз награду золотого достоинства, выигранную в зачёте распашных рулевых восьмёрок.
Благодаря череде удачных выступлений удостоился права защищать честь страны на летних Олимпийских играх 1988 года в Сеуле. В составе экипажа-восьмёрки в финале пришёл к финишу третьим позади команд из Западной Германии и Советского Союза — тем самым завоевал бронзовую олимпийскую медаль.
После завершения спортивной карьеры получил степень магистра делового администрирования в Северо-Западном университете и посвятил себя работе в финансовой сфере. Работал в компании QuickBooks, являлся сотрудником таких крупных компаний как Intel, FMC Corporation, Goldman Sachs. Основатель собственных компаний Boston Light Software и Hastings Equity Partners. Занимал должность президента некоммерческой организации Caring from a Distance.